# أليكس ستون
أليكس ستون (بالإنجليزية: Alex Stone)‏ هو صحفي أمريكي، ولد في 9 سبتمبر 1980.